# Araneus toruaigiri
Araneus toruaigiri är en spindelart som beskrevs av Bakhvalov 1970. Araneus toruaigiri ingår i släktet Araneus och familjen hjulspindlar. Inga underarter finns listade i Catalogue of Life.